# Brenda Fruhvirtová
Brenda Fruhvirtová (* 2. dubna 2007 Praha) je česká profesionální tenistka. V rámci okruhu ITF získala patnáct titulů ve dvouhře a jeden ve čtyřhře.
Na žebříčku WTA byla ve dvouhře nejvýše klasifikována v červenci 2024 na 87. místě a ve čtyřhře v lednu 2023 na 549. místě. V juniorském kombinovaném žebříčku ITF nejvýše figurovala v březnu 2022 na 3. místě. Tenis začala hrát na Spartě Praha odkud v roce 2022 přestoupila do TJ Spoje Praha. Do sezóny 2023 vstoupila bez stálého trenéra, pod vedením rodičů Hynka a Martiny Fruhvirtových. Připravuje se v pražském Olympu, areálu ministerstva vnitra, a několik týdnů v roce také v akademii Patricka Mouratogloua v Nice.
O dva roky starší sestra Linda Fruhvirtová je také profesionální tenistka. 

## Soukromý život a trenérské vedení
Narodila se v dubnu 2007 v Praze. O dva roky starší sestra Linda Fruhvirtová je také profesionální tenistka. Rodiče, Hynek a Martina Fruhvirtovi, opustili podnikatelské kariéry v oboru zařizování interiérů a rozhodli se věnovat výhradně tenisovému rozvoji dcer. Obě sestry navštěvovaly základní školu Bohumila Hrabala v Libni. Pražskou tréninkovou základnou se staly dvorce ve Stromovce, v areálu Olympu a Sparty Praha. Trenérsky se na jejím rozvoji podíleli Pavel Šnobel, Jan Příhoda či Roman Vögeli. Do sezóny 2023 vstoupila bez stálého kouče, pod vedením obou rodičů.
Česká verze časopisu Forbes zařadila v roce 2023 obě sestry na seznam 30 pod 30, výběru českých talentů do 30 let věku.

## Juniorský tenis
V roce 2017 vyhrála jako desetiletá dívka turnaj Eddie Herr International v bradentonské IMG akademii na Floridě, a to v kategorii do 12 let. Ve finále porazila Američanku Tsehay Driscollovou po třísetovém průběhu. V roce 2018 na turnaji opět triumfovala, tentokrát v kategorii do 14 let po finálovém vítězství nad další Američankou Clervie Ngounoueovou ve dvou sadách. V prosinci 2019 pak v Bradentonu postoupila do semifinále v kategorii 16letých, v němž po třísetovém průběhu prohrála s Američankou Ashlyn Kruegerovou.
V létě téhož roku byla se sestrou Lindou Fruhvirtovou a Nikolou Bartůňkovou členkou vítězného týmu České republiky na mistrovství světa družstev dívek a chlapců do 14 let v Prostějově. Česku zajistily zlatou medaili poprvé po šestnácti letech. Ve finále přehrály Spojené státy americké 2:0 na zápasy.
Na začátku února 2020 jako nenasazená hráčka triumfovala na turnaji Les Petits As ve francouzském Tarbes, kde navázala na rok starý titul sestry Lindy Fruhvirtové a společnou trofej ze čtyřhry. V tarbeském finále ve druhém vzájemném utkání porazila Američanku Clervie Ngounoueovou. O výhře rozhodla až v koncovce třetí sady. O měsíc později dominovala stejně jako v roce 2019 na turnaji Tennis Europe ve Stockholmu.
Debut na juniorském okruhu ITF během září 2020 proměnila v „double“, tituly z dvouhry i čtyřhry. Ve finále káhirského turnaje porazila o čtyři roky starší Egypťanku Haniu Abouelsaadovou po třísetovém průběhu. Ve 13 letech, 5 měsících a 9 dnech věku se stala nejmladší šampionkou turnaje ITF ve druhé či vyšší kategorii od roku 1995, kdy trofej získala tehdy přesně o dva měsíce mladší Chorvatka Mirjana Lučičová. V celé historii juniorského okruhu se před ní 13letými vítězkami staly pouze Lučičová, Marta Kosťuková, sestra Linda Fruhvirtová v Piešťanech 2019 ve 13 letech a 11 měsících, a o týden dříve Tereza Valentová v Plzni ve 13 letech a 6 měsících. Po boku Rusky Kiry Pavlovové pak triumfovala také v káhirské čtyřhře.
V roce 2021 byla členkou vítězného týmu Češek na antalyjském juniorském Billie Jean King Cupu, který ve finále zdolal Japonsko. Ve čtrnácti letech se stala nejmladší hráčkou šampionátu, na němž zvítězila ve všech pěti dvouhrách bez ztráty setu. České juniorské mistryně světa 16letých pak ovládly kategorii kolektivů v tenisové anketě Zlatý kanár 2021, v níž byla Brenda Fruhvirtová vyhlášena i talentem roku.

## Ženský tenis

### 2020–2021: Vstup na okruh WTA 125
V létě 2020 jako třináctiletá porazila světovou čtyřiapadesátku Kateřinu Siniakovou v exhibici „O trofej solidarity a naděje ČTS“, organizované během koronavirové pandemie. To jí umožnilo zúčastnit se srpnové exhibice UTS v tenisové akademii Patricka Mouratogloua ve francouzském Nice, kde těsně prohrála s 30letou Francouzkou Alizé Cornetovou, figurující na 61. příčce žebříčku WTA.
V prosinci 2021 vstoupila do mezinárodního ženského tenisu, když na okruhu WTA 125 vyhrála první kolo na soulském Korea Open 2021 nad Korejkou Čong Moonovou. V osmifinále turnaje ji vyřadila Japonka Juki Naitóová. V roce 2021 začala hrát německou bundesligu za klub TEC Waldau ve Stuttgartu.

### 2022: Debut na okruzích ITF a WTA Tour, rekordních 8 titulů ITF a průlom do Top 150
V rámci událostí okruhu ITF debutovala na lednovém turnaji v Monastiru, dotovaném 25 tisíci dolary, kde postoupila z kvalifikace. V úvodním kole dvouhry podlehla Uzbečce Nigině Abduraimovové. Premiérové dva tituly v této úrovni tenisu vybojovala o měsíc později v argentinském Tucumánu, na navazujících turnajích s rozpočtem 25 tisíc dolarů. Ve finále prvního z nich přehrála 240. hráčku žebříčku Carolinu Alvesovou z Brazílie. O týden později zdolala v závěrečném duelu argentinskou turnajovou jedničku Paulu Ormaecheaovou, figurující na 177. pozici, jíž vyřadila i v semifinále první tucumánské události. Po ztrátě servisu v rozhodující sadě otočila její průběh ze stavu her 1–3. Bodový zisk jí zajistil posun z 1079. na 435. místo světové klasifikace. První trofej tak získala ve 14 letech, 10 měsících a 4 dnech, čímž se stala nejmladší vítězkou ženského turnaje od Američanky Claire Liuové, jíž bylo v březnu 2015 při triumfu na desetitisícové orlandské události 14 let a 9 měsíců.
Následující týden obdržela divokou kartu do kvalifikace guadalajarského turnaje z hlavního ženského okruhu. Tam porazila bývalou světovou pětku Saru Erraniovou ve třech setech a ve druhém kole kvalifikace Švýcarku Leonie Küngovou hladce ve dvou setech, čímž si ve 14 letech a 331 dnech zajistila debut v hlavní soutěži na okruhu WTA. Stala se tak nejmladší hráčkou v hlavní soutěži na takové úrovni od roku 2009, kdy tehdy také 14letá Madison Keysová odehrála turnaj v Ponte Vedra Beach. V prvním kole ji však porazila Sloane Stephensová, vítězka US Open 2017.
V létě 2022 vyhrála pět 25tisícových turnajů ITF za sebou, na nichž zůstala dvacet pět zápasů neporažena. Ve finále ve švýcarském Klostersu nejdříve zdolala krajanku Michaelu Bayerlovou, ve švédském Danderydu pak bývalou členku světové třicítky Monu Barthelovou, v závěrečném duelu v maďarském Mogyoródu uštědřila další Němce Luise Meyerové auf der Heide dva „kanáry“, v Braunschweigu triumfovala po zdolání Němky nigerijského původu Nomy Nohaové Akugueové a na sardinské Pule jí na závěr skrečovala Italka Jessica Pieriová. Vytvořila tak nový rekord ženského tenisu, když se v 15 letech, 4 měsících a 21 dnech stala nejmladší hráčkou, jež zvítězila na pěti profesionálních turnajích, a následně i na šesti a sedmi ženských událostech. Osmou trofej z 25tisícové události ITF si podruhé odvezla ze sardinské Puly během října. Ve finále deklasovala 23letou, nejvýše nasazenou Švýcarku Ylenu In-Albonovou, které dovolila uhrát jediný game. Bodový zisk ji posunul na 139. místo klasifikace.
V sezóně vyhrála vůbec nejvyšší počet turnajů ITF ve dvouhře, když všech osm finálových účastí proměnila v titul. Na žebříčku WTA vystoupala z lednového 1 094. místa až na 128. příčku v závěru listopadu. Celkově zvítězila v padesáti jedna utkáních, včetně čtyřiceti šesti na antuce, a devětkrát odešla poražena. Čtrnáctkrát uštědřila soupeřkám „kanára“.

### 2023: Grandslamová premiéra na Australian Open

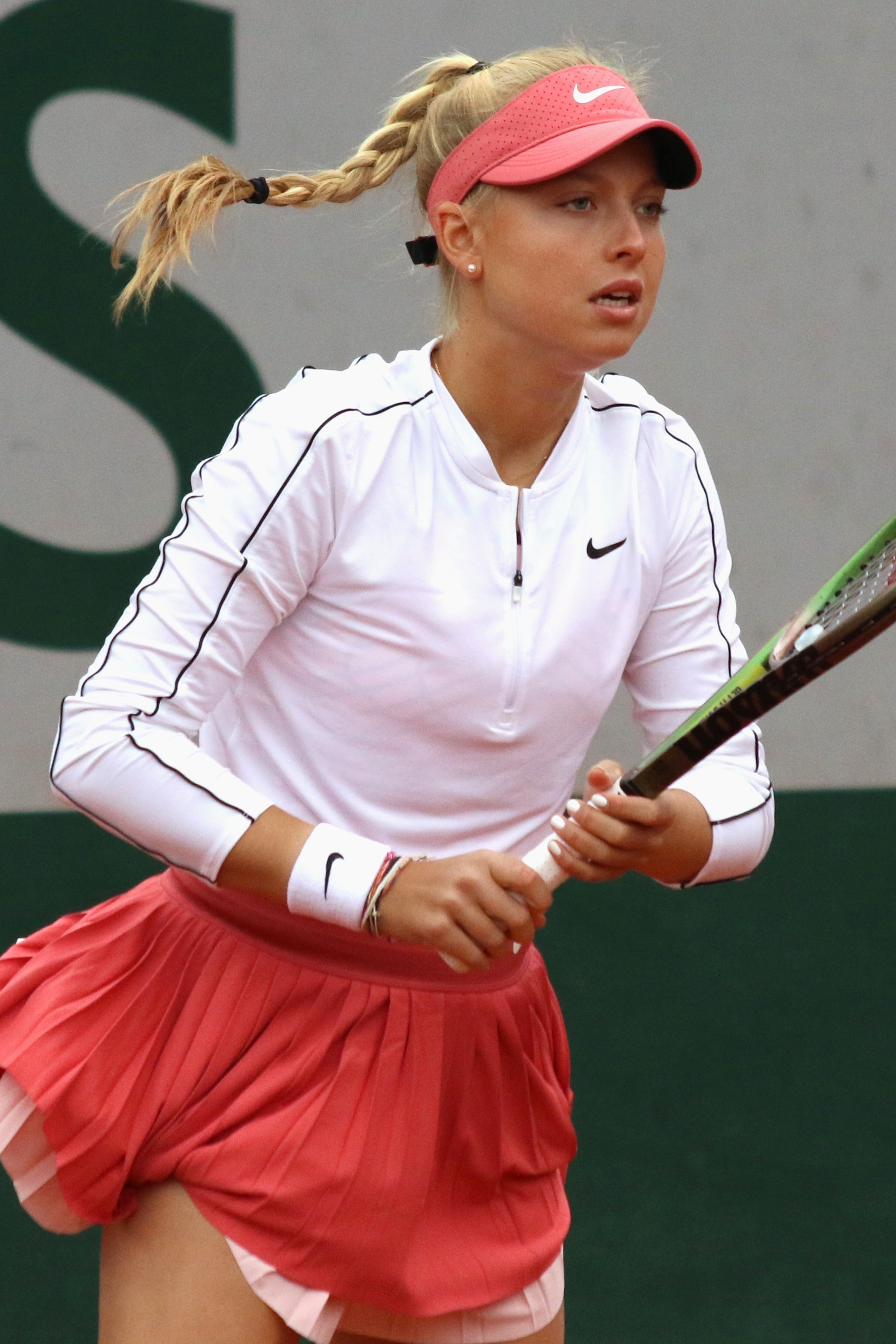
V kvalifikaci French Open 2023

V úvodu sezóny obdržela jako nejmladší členka Top 250 divokou kartu na aucklandský ASB Classic. Na úvod uhrála jen dva gamy se čtyřicátou ženou pořadí Leylah Fernandezovou z Kanady. První účast v ženské grandslamové kvalifikaci zaznamenala na Australian Open. Na prahu vyřazení se ocitla ve druhém kole, když po ztrátě úvodní sady s Ukrajinkou Darijou Snigurovou, prohrávala ve druhé již 1–5 na gamy. Přesto její průběh dotáhla do tiebreaku, v němž si vynutila třetí set, který ovládla. I v závěrečném, téměř tříhodinovém utkání dokonala obrat proti Španělce Jéssice Bouzasové. V patnácti letech se tak stala nejmladší hráčkou v hlavní soutěži probíhajícího ročníku Australian Open, nejmladší singlistkou od 15leté Marty Kosťukové v roce 2018, a historicky pátou nejmladší tenistkou, která prošla kvalifikačním sítem australského majoru. Z melbournské dvouhry ji ve dvou sadách vyřadila o třináct let starší Aljaksandra Sasnovičová, které patřilo 38. místo žebříčku.
V semifinále březnového turnaje ITF v Bengalúru, v nově zavedené 40tisícové kategorii, otočila nepříznivý průběh se Slovinkou Dalilou Jakupovićovou ze stavu 1–5 na gamy v úvodní sadě. Rovněž v boji o titul měla s 30letou Indkou Ankitou Rainovou z třetí světové stovky horší vstup do zápasu, když ztratila úvodních devět her. Od stavu 0–6 a 0–3 však na dvorci dominovala a ve zbytku utkání povolila soupeřce uhrát jediný game. Na túře ITF tak získala devátou trofej, první mimo antuku a poprvé v kategorii s vyšší dotací než 25 tisíc dolarů.

### 2024: Debut ve Wimbledonu a na US Open, průnik do Top 100 a zranění
Ve Wimbledonu se kvalifikovala do hlavní soutěže, kde v prvním kole porazila dvacátou čtvrtou nasazenou, o dva týdny mladší Mirru Andrejevovou. Následně ze soutěží odstoupila a v utkání prvního kola  US Open po 15 minutách skrečovala z důvodu zranění. Tím vyvolala spekulace, že do dvouhry zasáhla, jen aby získala startovné 100 tisíc dolarů.

## Finále na ženském okruhu ITF
| Dotace turnajů okruhu ITF | Dotace turnajů okruhu ITF |
| ------------------------- | ------------------------- |
| 100 000 $ tournaments     | 80 000 $ tournaments      |
| 60 000 $ tournaments      | 40 000 $ tournaments      |
| 25 000 $ tournaments      | 15 000 $ tournaments      |

| Tituly podle povrchu   |
| ---------------------- |
| tvrdý (1–0 D)          |
| antuka (14–0 D; 1–0 Č) |
| tráva (0–0)            |

| Tituly podle prostředí |
| ---------------------- |
| venku (15–0 D; 1–0 Č)  |
| hala (0–0)             |

### Dvouhra: 15 (15–0)
| Stav    | č.  | datum         | turnaj                           | povrch | soupeřka ve finále           | výsledek      |
| ------- | --- | ------------- | -------------------------------- | ------ | ---------------------------- | ------------- |
| Vítězka | 1.  | únor 2022     | Tucumán, Argentina               | antuka | Carolina Alvesová            | 6–3, 6–3      |
| Vítězka | 2.  | únor 2022     | Tucumán, Argentina               | antuka | Paula Ormaecheaová           | 6–3, 1–6, 6–4 |
| Vítězka | 3.  | červen 2022   | Klosters, Švýcarsko              | antuka | Michaela Bayerlová           | 7–5, 7–5      |
| Vítězka | 4.  | srpen 2022    | Danderyd, Švédsko                | antuka | Mona Barthelová              | 6–1, 6–3      |
| Vítězka | 5.  | srpen 2022    | Mogyoród, Maďarsko               | antuka | Luisa Meyerová auf der Heide | 6–0, 6–0      |
| Vítězka | 6.  | srpen 2022    | Braunschweig, Německo            | antuka | Noma Nohaová Akugueová       | 6–3, 6–1      |
| Vítězka | 7.  | září 2022     | Santa Margherita di Pula, Itálie | antuka | Jessica Pieriová             | 6–4, 2–0skreč |
| Vítězka | 8.  | říjen 2022    | Santa Margherita di Pula, Itálie | antuka | Ylena In-Albonová            | 6–0, 6–1      |
| Vítězka | 9.  | březen 2023   | Bengalúr, Indie                  | tvrdý  | Ankita Rainová               | 0–6, 6–4, 6–0 |
| Vítězka | 10. | srpen 2023    | Hechingen, Německo               | antuka | Živa Falknerová              | 6–3, 6–1      |
| Vítězka | 11. | srpen 2023    | Lipsko, Německo                  | antuka | Darja Astachovová            | 6–3, 6–3      |
| Vítězka | 12. | září 2023     | Oldenzaal, Nizozemsko            | antuka | Anouk Koevermansová          | 7–5, 6–2      |
| Vítězka | 13. | říjen 2023    | Santa Margherita di Pula, Itálie | antuka | Guillermina Nayová           | 6–4, 6–3      |
| Vítězka | 14. | listopad 2023 | Heráklion, Řecko                 | antuka | Jekatěrina Makarovová        | 6–1, 6–3      |
| Vítězka | 15. | listopad 2023 | Guadalajara, Mexiko              | antuka | Valerija Strachovová         | 6–1, 6–3      |

### Čtyřhra: 1 (1–0)
| Stav    | č. | datum       | turnaj              | povrch | spoluhráčka       | soupeřky ve finále                      | výsledek |
| ------- | -- | ----------- | ------------------- | ------ | ----------------- | --------------------------------------- | -------- |
| Vítězka | 1. | červen 2022 | Klosters, Švýcarsko | antuka | Miriam Bulgaruová | Tayisiya Mordergerová Yana Mordergerová | 6–0, 6–1 |

## Série neporazitelnosti

### 27zápasová neporazitelnost (2022)
| Č.     | turnaj                           | kategorie        | začátek         | povrch | kolo    | soupeřka                       | WTA   | výsledek      |
| ------ | -------------------------------- | ---------------- | --------------- | ------ | ------- | ------------------------------ | ----- | ------------- |
| prohra | Le Havre, Francie                | ITF – 25 000 USD | 21. března 2022 | antuka | 2. kolo | Elsa Jacquemotová              | 236.  | 6–7(0–7), 4–6 |
| 1.     | Klosters, Švýcarsko              | ITF – 25 000 USD | 20. června 2022 | antuka | 1. kolo | Gloria Ceschiová (Q)           | 1019. | 6–4, 6–0      |
| 2.     | Klosters, Švýcarsko              | ITF – 25 000 USD | 20. června 2022 | antuka | 2. kolo | Tayisiya Mordergerová          | 574.  | 6–1, 6–0      |
| 3.     | Klosters, Švýcarsko              | ITF – 25 000 USD | 20. června 2022 | antuka | ČF      | Emily Seiboldová (Q)           | 553.  | 6–4, 6–1      |
| 4.     | Klosters, Švýcarsko              | ITF – 25 000 USD | 20. června 2022 | antuka | SF      | Barbora Palicová               | 421.  | 6–4, 6–1      |
| 5.     | Klosters, Švýcarsko              | ITF – 25 000 USD | 20. června 2022 | antuka | F (1)   | Michaela Bayerlová             | 484.  | 7–5, 7–5      |
| 6.     | Danderyd, Švédsko                | ITF – 25 000 USD | 8. srpna 2022   | antuka | 1. kolo | Madison Bourguignonová (Q)     | 1185. | 6–0, 6–3      |
| 7.     | Danderyd, Švédsko                | ITF – 25 000 USD | 8. srpna 2022   | antuka | 2. kolo | Emilie Eldeová (Q)             | —     | 6–1, 6–0      |
| 8.     | Danderyd, Švédsko                | ITF – 25 000 USD | 8. srpna 2022   | antuka | ČF      | Sapfo Sakellaridiová (6)       | 337.  | 6–1, 6–1      |
| 9.     | Danderyd, Švédsko                | ITF – 25 000 USD | 8. srpna 2022   | antuka | SF      | Sofia Samavatiová (3)          | 320.  | 6–2, 4–6, 6–1 |
| 10.    | Danderyd, Švédsko                | ITF – 25 000 USD | 8. srpna 2022   | antuka | F (2)   | Mona Barthelová (7)            | 372.  | 6–1, 6–3      |
| 11.    | Mogyoród, Maďarsko               | ITF – 25 000 USD | 15. srpna 2022  | antuka | 1. kolo | Victoria Munteanová (Q)        | 611.  | 6–3, 6–1      |
| 12.    | Mogyoród, Maďarsko               | ITF – 25 000 USD | 15. srpna 2022  | antuka | 2. kolo | Rina Saigóová (Q)              | 670.  | 6–2, 6–1      |
| 13.    | Mogyoród, Maďarsko               | ITF – 25 000 USD | 15. srpna 2022  | antuka | ČF      | Julia Rierová                  | 403.  | 7–6(8–6), 6–1 |
| 14.    | Mogyoród, Maďarsko               | ITF – 25 000 USD | 15. srpna 2022  | antuka | SF      | Miriam Bulgaruová              | 429.  | 6–2, 6–1      |
| 15.    | Mogyoród, Maďarsko               | ITF – 25 000 USD | 15. srpna 2022  | antuka | F (3)   | Luisa Meyerová auf der Heide   | 527.  | 6–0, 6–0      |
| 16.    | Braunschweig, Německo            | ITF – 25 000 USD | 22. srpna 2022  | antuka | 1. kolo | Helena Buchwaldová (Q)         | —     | 6–1, 6–1      |
| 17.    | Braunschweig, Německo            | ITF – 25 000 USD | 22. srpna 2022  | antuka | 2. kolo | Nuria Brancacciová             | 433.  | 6–2, 6–1      |
| 18.    | Braunschweig, Německo            | ITF – 25 000 USD | 22. srpna 2022  | antuka | ČF      | Weronika Falkowská (5)         | 289.  | 6–4, 6–2      |
| 19.    | Braunschweig, Německo            | ITF – 25 000 USD | 22. srpna 2022  | antuka | SF      | Julia Middendorfová            | 480.  | 6–2, 6–0      |
| 20.    | Braunschweig, Německo            | ITF – 25 000 USD | 22. srpna 2022  | antuka | F (4)   | Noma Noha Akugueová            | 404.  | 6–3, 6–1      |
| 21.    | Santa Margherita di Pula, Itálie | ITF – 25 000 USD | 12. září 2022   | antuka | 1. kolo | Tatiana Pieriová (Q)           | 674.  | 6–3, 7–5      |
| 22.    | Santa Margherita di Pula, Itálie | ITF – 25 000 USD | 12. září 2022   | antuka | 2. kolo | Miriana Tonová (Q)             | 696.  | 6–2, 6–1      |
| 23.    | Santa Margherita di Pula, Itálie | ITF – 25 000 USD | 12. září 2022   | antuka | ČF      | Jéssica Bouzas Maneirová (5)   | 281.  | 6–1, 6–1      |
| 24.    | Santa Margherita di Pula, Itálie | ITF – 25 000 USD | 12. září 2022   | antuka | SF      | Sapfo Sakellaridiová (7)       | 338.  | 4–6, 7–5, 6–0 |
| 25.    | Santa Margherita di Pula, Itálie | ITF – 25 000 USD | 12. září 2022   | antuka | F (5)   | Jessica Pieriová               | 497.  | 6–4, 2–0skreč |
| 26.    | San Sebastián, Španělsko         | ITF – 60 000 USD | 26. září 2022   | antuka | 1. kolo | Ane Mintegiová del Olmová (WC) | 505.  | 6–4, 6–2      |
| 27.    | San Sebastián, Španělsko         | ITF – 60 000 USD | 26. září 2022   | antuka | 2. kolo | Lucía Cortezová Llorcová (WC)  | 542.  | 6–3, 7–6(7–0) |
| prohra | San Sebastián, Španělsko         | ITF – 60 000 USD | 26. září 2022   | antuka | ČF      | Eva Vedderová                  | 242.  | 3–6, 6–2, 4–6 |

## Výhry poměrem setů 6–0, 6–0
| Č. | datum      | turnaj             | kategorie        | povrch | soupeřka                     | WTA  | fáze    | BF WTA |
| -- | ---------- | ------------------ | ---------------- | ------ | ---------------------------- | ---- | ------- | ------ |
| 1. | únor 2022  | Tucumán, Argentina | ITF – 25 000 USD | antuka | Gabriella Priceová           | 719. | 1. kolo | 1078.  |
| 2. | srpen 2022 | Mogyoród, Maďarsko | ITF – 25 000 USD | antuka | Luisa Meyerová auf der Heide | 527. | finále  | 318.   |